# BLU-109
BLU-109は、ロッキード・ミサイル・アンド・スペース（LMSC; 現在のロッキード・マーチン・ミサイル・アンド・ファイア・コントロール（LM MFC））社が開発した航空機搭載爆弾。地中貫通爆弾（いわゆるバンカー・バスター）としての特性を備えており、アメリカ空軍ではBLU-109/B、アメリカ海軍ではBLU-109A/Bとして制式化されている。なお、BLUとはBomb Live Unitの頭字語である。

## 概要
1984年、アメリカ空軍は、ハブ・ボイド（HAVE VOID）計画に着手した。この計画は、少なくとも6フィート（約1.8m）のコンクリートを貫通できる硬目標攻撃用爆弾の開発を目的としており、翌1985年には、LMSC社に対して発注がなされた。これによって開発されたのがBLU-109である。
BLU-109は、多くの点で標準的なMk.84 2,000ポンド低抵抗通常爆弾（LDGP）と互換性を備えるように設計されており、荷重ラグの間隔も同じく762mm（30インチ）とされている。ただし、貫通力を重視しているため、頭部の設計が変更されたほか、LDGP爆弾の弾体中央部が流線型であるのに対して、BLU-109では円筒形となっている。また、弾体構造もより頑丈になっており、弾殻はニッケルクロムモリブデン鋼（SAE4340; SNCM439相当）製、厚さは約25mmで、これは、Mk.84のほぼ倍に相当する。しかし、このために、炸薬量はPBXN-109ないしトリトナール240kgと、ほぼ半減している。FMU-143信管は後部に装着され、弾着時ではなく目標内部へ貫徹した後に爆発するよう、通常は弾着の60ミリ秒後に炸薬を起爆させるよう設定されている。また、後には再プログラム可能なJPF（Joint Programmable Fuze）や知能化されたHTSF（Hard Target Smart Fuze）も適用されたほか、イギリス軍ではMFBF（Multi-Function Bomb Fuze）、フランス軍ではFEU 80が使用される。貫通力は鉄筋コンクリート換算で約1.8-2.4mとされている。
Mk.84と同様、それ単体で無誘導爆弾として投下することもできるが、レーザー誘導のペイブウェイキットや、GPS誘導のJDAM キットを装着することで誘導爆弾としても用いることができる。各キット装着後の誘導爆弾としての名称は下記の通りとなる。
- ペイブストライク - GBU-15(V)-31/B, (V)-32/B（GBU-15I）
- ペイブウェイII - GBU-10G/H/J/K
- ペイブウェイIII - GBU-24A/B（米空軍）, GBU-24B/B（米海軍）, GBU-24(V)2/B, GBU-24(V)4/B, GBU-24(V)8/B, GBU-24(V)10/B, GBU-24/E/B, GBU-27/B, GBU-27A/B
- JDAM - GBU-31(V)3/B（米空軍）, GBU-31(V)4/B（米海軍）
- AGM-130 - AGM-130C（※未配備）

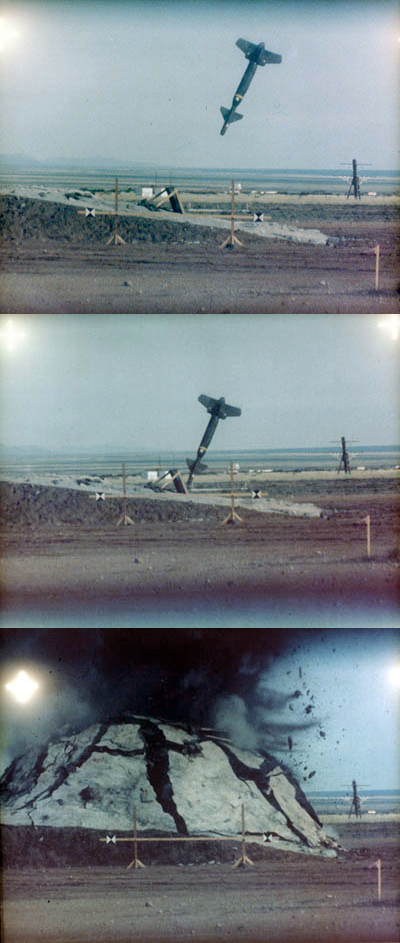
ペイブウェイIII誘導爆弾として投下されるBLU-109

## 実戦
- 2024年、イスラエルがヒズボラの幹部であるハサン・ナスララ殺害に際し、BLU-109を使用した空爆を行った[1]。